# Cigalontang (plaats)
Cigalontang is een bestuurslaag in het regentschap Tasikmalaya van de provincie West-Java, Indonesië. Cigalontang telt 3413 inwoners (volkstelling 2010).